# پست‌فطرت‌ها
پست‌فطرت‌ها (ایتالیایی: Bastardi) یک فیلم ایتالیایی به کارگردانی «فدریکو دل زوپو» و «آندرس آلیچه ملدونادو» است که در سال ۲۰۰۸ منتشر شد.

## بازیگران
- فرانکو نرو
- باربارا بوشه
- دان جانسون
- جانکارلو جانینی
- ایوا هنگر
- انریکو مونتسانو
- ماسیمیلیانو کارولتی
- ماسیمو وانی
- مرسیدس هنگر